# Gepro FC
Gepro FC (tiếng Mông Cổ: Жипро FC) là một câu lạc bộ bóng đá từ thủ đô Ulaanbaatar của Mông Cổ, hiện đang chơi ở giải Ngoại hạng Mông Cổ. Câu lạc bộ được thành lập vào năm 2012 và lần đầu tiên được thăng hạng lên giải Ngoại hạng Mông Cổ sau khi trở thành á quân giải League 1 Mông Cổ năm 2017.